# Лунное течение
Лунное течение, или Лунный цикл — особое расписание течения луны в составе Пасхалии, расчисленное на 19 лет.
Каждый год обращения луны называется кругом, поэтому цикл занимает 19 кругов. Каждый круг начинается с марта. Главный из терминов этой таблицы есть «основание», означающее возраст Луны к 1 марта. По этому расписанию месячное обращение Луны совершается в течение «дней 29, и пол дня, и пол часа, и пятую часть часа».
Рассчитано так, что в 1 круге к 1 марта Луна имеет 14 дней возраста и ночью того же числа ущербляется. Цикл этот называется Метоновым, потому что изобретён афинским астрономом Метоном и введён был в употребление в Афинах с 432 года до н. э. Метон составил этот цикл из 235 лунаций, или из 228 солнечных месяцев. Метонов цикл принят христианской церковью в основание Пасхалии.